# 전규락
전규락(全圭洛, 1878년 ~ ?)은 일제강점기 때의 군수이다.

## 생애
1878년 2월 14일 태어났다. 본관은 전주다. 가정에서 수학하다 1895년 1월 관립 일어학교에 입학해 1898년 7월 졸업했다. 1900년 3월부터 내부 주사를 지냈으며, 1902년 1월부터 충청북도관찰부 주사로 발령받아 같은 해 4월까지 근무했다. 1902년 6월 다시 충청북도관찰부 주사에 임명되어 9월까지 근무했다. 같은 해 9월 경기관찰부 주사에 임명되었으나 같은 달 사직했다. 1903년 4월부터 광제원 제약사로 근무하다가 1904년 4월 내부주사로 복직했다. 1908년 1월 내부 대신관방 문서과 주사에 임명되었다.
합병 후, 1910년 10월 군서기에 임용되어 12월부터 전라남도 내무부 서기로 근무했다. 1911년 8월 군수로 승진해 전라남도 곡성군수로 부임했다. 1912년 8월 한국병합기념자를 받았고, 그해 10월 퇴직했다.

## 참고 자료
- 친일인명사전편찬위원회 (2009). 《친일인명사전》. 385쪽.